# Almatti Dæmning
Almatti Dæmning (kannada: ಆಲಮಟ್ಟಿ ಅಣೆಕಟ್ಟು) er en dæmning nær byen Bijapur i delstat Karnataka i Indien, på floden Krishna. Den har en installeret kraftværkeffekt på 290 MW. Anlægget blev færdig i 2005, og er privat.

## Eksterne lenker
- Wikimedia Commons har flere filer relateret til Almatti Dæmning
- Almatti-demningens kraftstasjon Arkiveret 10. februar 2007 hos  Wayback Machine hos Karnataka Power Corp.

16°19′52″N 75°53′17″Ø / 16.331°N 75.888°Ø